# パリ条約 (1801年10月10日)
パリ条約（パリじょうやく、フランス語: Traité de Paris）は1801年10月10日に締結された、第二次対仏大同盟におけるフランス統領政府とロシア帝国の間の講和条約。
条約により、フランスはイオニア諸島を放棄、ナポリ王国の領土保全を約束した。フランス外相シャルル＝モーリス・ド・タレーラン＝ペリゴールとロシアのモルコフ伯爵はもう1つの秘密条約を締結し、リュネヴィルの和約で決められるドイツの領土の処遇について討議した。フランスはロシアとも講和したことで、大陸ヨーロッパの全ての国と講和したことになる。